# Курбедінов Еміль Махсудович
Курбеді́нов Емі́ль Махсу́дович (нар.15 серпня 1981) — український і російський правозахисник, один із провідних кримських адвокатів, які спеціалізуються на політичних справах, захисник багатьох політв'язнів, лауреат Міжнародної правозахисної премії Front Line Defenders (2017).

## Біографія
Еміль Курбедінов народився в невеликому селищі Саук-Дере в Кримському районі Краснодарського краю, куди повернулись з місць заслання кримських татар в Узбекистані його батьки Махсуд та Еміне Курбедінови. Пізніше родина перебралася до Новоросійська.
З 1988 до 1998 року навчався в новоросійському багатопрофільному ліцеї № 19, де після 9-го класу був зарахований в клас міліції при ліцеї. Там захопився історією, суспільствознавством, правознавством, читав багато літератури з цих дисциплін. Після закінчення ліцею юний Еміль переосмислив свої плани на майбутнє і вирішив стати юристом. Здобувши середню освіту вступив на юридичний факультет Кубанського державного університету в Краснодарі. Там же він пішов на військову кафедру, і закінчив виш у 2003 році із дипломом юриста за фахом «юриспруденція» і офіцерським званням. Здобувши вищу освіту, Еміль повернувся до Новоросійська.
З 2003 року був прийнятий стажером, а з 2005-го став членом Краснодарської крайової колегії адвокатів. У 2006 році призначений державним митним інспектором правового відділу Новоросійської митниці. Бачачи, що кримськотатарський народ перебирається на батьківщину, в 2007 році він переїхав до Криму. Спочатку перебрався з Новоросійська у Керч до батьків матері, а згодом, проживши два роки у дідуся та бабусі, до Сімферополя, куди згодом переїхала вся його сім'я.
Курбедінов нострифікував свій російський диплом у Києві, і отримав статус адвоката. Згодом відкрив власний офіс і почав адвокатську практику — надавав всі види послуг, а також співпрацював з кримськотатарськими правозахисниками, з якими познайомився відразу після переїзду в Крим. З часом, приблизно з 2011—2013 років, Курбедінов став частіше представляти інтереси кримських мусульман, в тому числі і тих, кого пов'язували з ісламською партією «Хізб ут-Тахрір».
Після окупації Криму Росією в 2014 році в Криму почало діяти законодавство Російської Федерації, і щоб продовжувати тут практику, Курбедінов отримав статус російського адвоката — став одним із небагатьох адвокатів в Криму, які захищають в російській системі правосуддя українських бранців Кремля. Пізніше він разом з парою колег Едемом Семедляєвим і Джемілем Темішевим заснували громадський рух «Кримська солідарність», юридичний напрям якого очолив Курбедінов.
Найбільш відомі справи Еміля Курбедінова — захист заступника голови Меджлісу кримськотатарського народу Ільмі Умерова, журналіста, автора «Радіо Свобода» Миколи Семени, фігурантів справи «Хізб ут-Тахрір» та «кримських диверсантів», полонених українських моряків.
В умовах, коли українські, міжнародні та навіть суто російські правозахисні організації були вимушені згорнути свою роботу в окупованому Криму, поодинокі адвокати, такі як Еміль Курбедінов, виконують не тільки адвокатську роботу, але й громадсько-правозахисну. Еміль — один із головних ньюзмейкерів у кримському сегменті українських засобів масової інформації. Через активну правозахисну діяльність ФСБ переслідує самого адвоката, звинувачуючи його в «екстремізмі». Курбедінова й Семедляєва регуляроно затримують на адмінкордоні з Кримом після того, як вони повертаються з міжнародних поїздок. Двічі, 26 січня 2017 року і 6 грудня 2018 року його піддавали адміністративним арештам, а в січні 2019-го — намагались позбавити адвокатської ліцензії.
У 2017 році Еміль Курбедінов став лауреатом премії для правозахисників в небезпеці міжнародної правозахисної організації Front Line Defenders.
Одружений. Має двох дітей.